# Кріс Пайн
Крістофер Вайтлов «Кріс» Пайн (англ. Christopher Whitelaw «Chris» Pine, нар. 26 серпня 1980) — американський актор. Відомий за фільмами «Щоденники принцеси 2: Як стати королевою» (2004), «Поцілунок на щастя» (2006), «Некерований» (2010), але найбільшу популярність йому принесла роль капітана Джеймса Тіберія Кірка в фільмі 2009 року «Зоряний шлях».

## Життєпис
Крістофер Пайн народився в Лос-Анджелесі, штат Каліфорнія. Його батько, Роберт Пайн грав сержанта Джозеф Гетреера в серіалі «Каліфорнійський дорожній патруль», а його мати, Ґвінн Ґілфорд, колишня акторка, яка після завершення кінокар'єри стала практикуючим психотерапевтом. Також у нього є старша сестра, Кейтлін. Його бабуся по материнській лінії, Анна Ґвінн (уроджена Маргарита Ґвінн Трайс), була акторкою в Голлівуді, а його дід по материнській лінії, Макс М. Ґілфорд (урождений Макс Ґольдфарб) — адвокат, обраний президент Асоціації правників Голлівуду. У Кріса тече валлійська і єврейська крові з боку матері. Про це він заявив у інтерв'ю: «В мене точно є свій духовний світогляд… Я не релігійний хлопець, я, напевно, агностик».
Пайн навчався у середній школі Оуквуда і здобув ступінь бакалавра в області англійської мови у Каліфорнійському університеті в Берклі у 2002 році. Він також вивчав англійську мову в університеті Лідса в Англії протягом року.

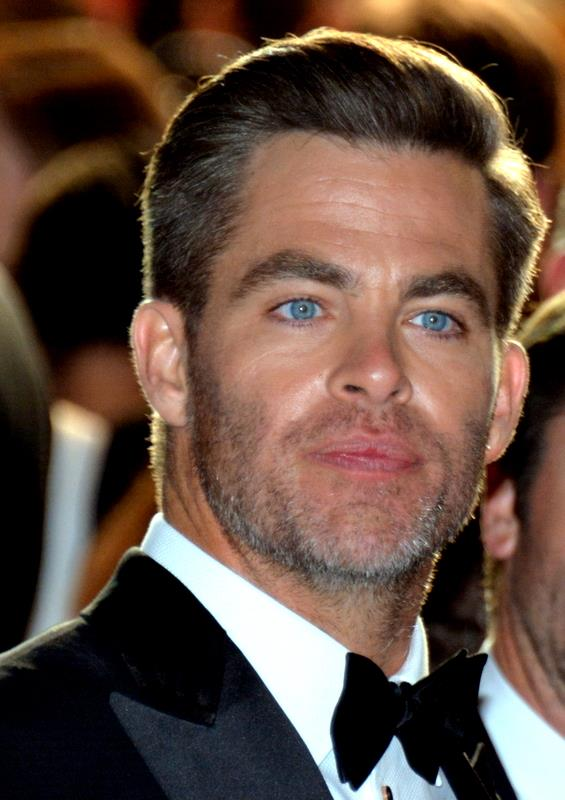
Кріс Пайн у 2016 році

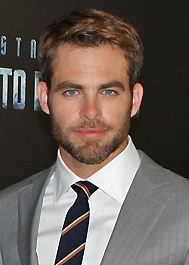
Кріс Пайн у 2013 році

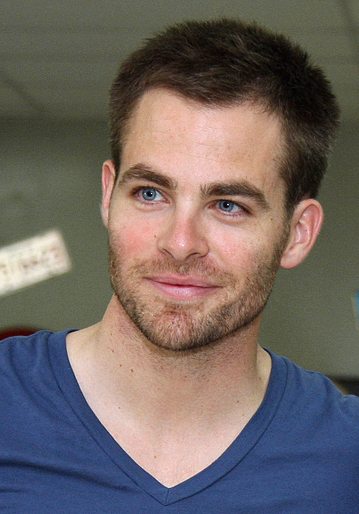
Кріс Пайн після показу стрічки «Зоряний шлях». Кувейт, 11 квітня 2009 року

## Кар'єра

### 2003 рік — даний час
Свою першу професійну роль Пайн отримав у 2003 епізоді серіалу «Швидка допомога»; Того ж року він з'явився в епізодах серіалу «Захисник» і «CSI: Місце злочину Маямі». 2004 року він з'явився у фільмі «Щоденники принцеси 2: Як стати королевою», де зіграв закоханого персонажа Енн Гетевей, Ніколаса Деверо. Фільм вийшов в серпні того ж року і зібрав великі касові збори. 2005 року Пайн з'явилвя в епізоді серіалу «Клієнт завжди мертвий».
Пайн з'явився в телевізійному фільмі «Surrender Dorothy» на початку 2006 року. У тому ж році він зіграв Джейка Гардіна в американському фільмі «Поцілунок на щастя», романтичній комедії, в якій він знявся разом з Ліндсі Лоан, яка зіграла Ешлі Олбрайт. Фільм вийшов 12 травня 2006 року. У тому ж році, Кріс зіграв роль у комедії «Побачення всліпу» і в бойовику «Козирні тузи».
У 2007 році Пайн відмовився від ролі в екранізації книги Джеймса Еллроя «Білий джаз», щоб почати роботу над роллю Джеймса Тіберія Кірка у фільмі «Зоряний шлях», який вийшов у травні 2009 року і отримав високі відгуки критиків. У тому ж місяці він з'явився на ношу «Saturday Night Live», разом з партнерами по фільму «Зоряний шлях» — Закарі Квінто та Леонардом Німоєм. Також Кріс Пайн з'явився у фільмах «Носії» (2009), в мультфільмі «Квантовий квест: Космічна одіссея» як актор озвучування, в незалежному фільмі «Суботня ніч маленького міста» (2010), брав участь у зніманні чорної комедії «Лейтенант з острова Інішмор» (2010), з'явився на MTV VMAs 12 вересня 2010 року.
З чуток, Пайну пропонували роль у фільмі «Зелений ліхтар» (2011), але у результаті роль дісталася Райану Рейнольдсу.
Восени 2009 року Пайн знявся у фільмі «Некерований» (2010), який вийшов в листопаді 2010 року. У фільмі він грав молодого машиніста поїзда, який допомагав ветерану-інженеру залізниці (Дензел Вашингтон) зупинити поїзд з токсичними відходами і отрутами, щоб врятувати місто.
Також Пайн знявся в комедійному бойовику «Отже, війна» з Різ Візерспун та Томом Гарді, що вийшов у прокат 14 лютого 2012 року.

## Фільмографія

### Фільми
| Рік  |     | Українська назва                          | Оригінальна назва                        | Роль                                |
| ---- | --- | ----------------------------------------- | ---------------------------------------- | ----------------------------------- |
| 2004 | кф  | Чому Німеччина?                           | Why Germany?                             | Кріс                                |
| 2004 | ф   | Щоденники принцеси 2: Як стати королевою  | The Princess Diaries 2: Royal Engagement | Ніколас Деверо                      |
| 2005 | ф   | Сповідь                                   | Confession                               | Лютер Скотт                         |
| 2005 | кф  |                                           | The Bulls                                | Джейсон                             |
| 2006 | ф   | Поцілунок на щастя                        | Just My Luck                             | Джейк Гардін                        |
| 2006 | ф   | Побачення наосліп                         | Blind Dating                             | Денні Вальдесеккі                   |
| 2006 | ф   | Козирні тузи                              | Smokin' Aces                             | Дарвін Тремор                       |
| 2008 | ф   | Пляшковий шок                             | Bottle Shock                             | Бо Барретт                          |
| 2009 | ф   | Зоряний шлях                              | Star Trek                                | Джеймс Т. Кірк                      |
| 2009 | ф   | Носії                                     | Carriers                                 | Браян                               |
| 2010 | ф   | Маленьке містечко Суботній вечір          | Small Town Saturday Night                | Ретт Райан                          |
| 2010 | мф  | Квантовий квест: Космічна Одіссея Кассіні | Quantum Quest: A Cassini Space Odyssey   | Дейв (голос)                        |
| 2010 | ф   | Некерований                               | Unstoppable                              | Вілл Колсон                         |
| 2012 | ф   | Селеста і Джессі назавжди                 | Celeste and Jesse Forever                | Рорі Шенандоа                       |
| 2012 | ф   | Отже, війна                               | This Means War                           | Франклін Делано Рузвельт            |
| 2012 | ф   | Люди подібні до нас                       | People Like Us                           | Сем Харпер                          |
| 2012 | мф  | Вартові легенд                            | Rise of the Guardians                    | Джек Фрост (голос)                  |
| 2013 | ф   | Стартрек: Відплата                        | Star Trek Into Darkness                  | Джеймс Т. Кірк                      |
| 2014 | ф   | Джек Раян: Теорія хаосу                   | Jack Ryan: Shadow Recruit                | Джек Раян                           |
| 2014 | ф   | Драйвер на ніч                            | Stretch                                  | Роджер Карос                        |
| 2014 | ф   | Нестерпні боси 2                          | Horrible Bosses 2                        | Рекс Генсон                         |
| 2014 | ф   | У темному-темному лісі                    | Into the Woods                           | принц                               |
| 2015 | ф   | Z означає Захарія                         | Z for Zachariah                          | Калеб                               |
| 2016 | ф   | Проти шторму                              | The Finest Hours                         | Бернард Веббер                      |
| 2016 | ф   | Будь-якою ціною                           | Hell or High Water                       | Тобі Говард                         |
| 2016 | ф   | Стартрек: За межами Всесвіту              | Star Trek Beyond                         | Джеймс Т. Кірк                      |
| 2016 | док |                                           | For the Love of Spock                    | у ролі самого себе                  |
| 2017 | ф   | Диво-жінка                                | Wonder Woman                             | Стів Тревор                         |
| 2018 | ф   | Складки часу                              | A Wrinkle in Time                        | Алекс Муррі                         |
| 2018 | ф   | Король поза законом                       | Outlaw King                              | Роберт I                            |
| 2018 | мф  | Людина-павук: Навколо всесвіту            | Spider-Man: Into the Spider-Verse        | Пітер Паркер / Людина-павук (голос) |
| 2019 | док | З любов'ю, Антоша                         | Love, Antosha                            | у ролі самого себе                  |
| 2020 | ф   | Диво-жінка 1984                           | Wonder Woman 1984                        | Стів Тревор                         |
| 2022 | ф   | Підрядник                                 | The Contractor                           | Джеймс Харпер                       |
| 2022 | ф   | Усі старі ножі                            | All the Old Knives                       | Генрі Пелем                         |
| 2022 | ф   | Не хвилюйся, люба                         | Don’t Worry Darling                      | Френк                               |
| 2023 | ф   | Підземелля драконів                       | Dungeons & Dragons                       | Еджін                               |
| 2023 | мф  | Бажання                                   | Wish                                     | Магніфіко (голос)                   |
| 2023 | ф   | Чистильник басейнів                       | Poolman                                  | Даррен Барренман                    |

### Телебачення
| Рік        | Українська назва                  | Оригінальна назва                          | Роль                                          | Примітки                             |
| ---------- | --------------------------------- | ------------------------------------------ | --------------------------------------------- | ------------------------------------ |
| 2003       | Швидка допомога                   | ER                                         | Левін                                         | Епізод: «A Thousand Cranes»          |
| 2003       | Захисник                          | The Guardian                               | Лонні Гренді                                  | Епізод: «Hazel Park»                 |
| 2003       | CSI: Місце злочину Маямі          | CSI: Miami                                 | Томмі Чандлер                                 | Епізод: "Extreme"                    |
| 2004       | Американські мрії                 | American Dreams                            | Джоі Тремайн                                  | Епізод: "Tidings of Comfort and Joy" |
| 2005       | Клієнт завжди мертвий             | Six Feet Under                             | Янг Сем                                       | Епізод: "Dancing for Me"             |
| 2006       | Здавайся, Дороті                  | Surrender, Dorothy                         | Шон Бест                                      | Телевізійний фільм                   |
| 2009, 2017 | Суботнього вечора в прямому ефірі | Saturday Night Live                        | У ролі самого себе / Ведучий                  | 2 епізоди                            |
| 2014-2020  | Робоцип                           | Robot Chicken                              | Капітан Джейк / Норман Бейтс / Джеймс Т. Кірк | 3 епізоди                            |
| 2015       |                                   | Wet Hot American Summer: First Day of Camp | Eric                                          | 5 епізодів                           |
| 2015       |                                   | SuperMansion                               | Dr. Devizo/Robo-Dino (voice)                  | сезон 1 - 3                          |
| 2017       |                                   | Angie Tribeca                              | Dr. Thomas Hornbein                           | 3 епізоди                            |
| 2017       |                                   | Breakthrough                               | Narrator                                      | 1 епізод                             |
| 2017       |                                   | Wet Hot American Summer: Ten Years Later   | Eric                                          | 4 епізоди                            |
| 2019       |                                   | I Am the Night                             | Jay Singletary                                | 6 епізодів                           |
| 2019       | Американський тато!               | American Dad!                              | Alistair Covax (voice)                        | 1 епізод                             |
| 2020       |                                   | Home Movie: The Princess Bride             | Westley                                       | 1 епізод                             |